# Кубок Люксембургу з футболу 2021—2022
Кубок Люксембургу з футболу 2021–2022 — 97-й розіграш кубкового футбольного турніру в Люксембурзі. Титул вдруге здобув Расінг.

## Календар
| Раунд            | Дата               | Матчі | Клуби    |
| ---------------- | ------------------ | ----- | -------- |
| Попередній раунд | 8 вересня 2021     | 7     | 103 → 96 |
| Перший раунд     | 11-12 вересня 2021 | 32    | 96 → 64  |
| 1/32 фіналу      | 2-3 жовтня 2021    | 32    | 64 → 32  |
| 1/16 фіналу      | 30-31 жовтня 2021  | 16    | 32 → 16  |
| 1/8 фіналу       | 6 квітня 2022      | 8     | 16 → 8   |
| 1/4 фіналу       | 20 квітня 2022     | 4     | 8 → 4    |
| 1/2 фіналу       | 11 травня 2022     | 2     | 4 → 2    |
| Фінал            | 27 травня 2022     | 1     | 2 → 1    |

## Регламент
Згідно з регламентом клуби Національного футбольного дивізіону Люксембургу стартували з 1/32 фіналу. На всіх стадіях команди грають по одному матчу.

## 1/16 фіналу
| Команда 1                 | Рахунок      | Команда 2          |
| ------------------------- | ------------ | ------------------ |
| 30 жовтня 2021            |              |                    |
| Прогрес                   | 1:1 пен. 4:3 | Свіфт              |
| Вікторія Роспорт          | 2:4 дч       | Уніон Тітус Петанж |
| Алісонтія (Штайнсель) (2) | 2:6          | Ф91 Дюделанж       |
| Бло-Вайс Медернах (2)     | 0:2          | Фола               |
| Маріска (Мерш) (2)        | 0:6          | Расінг             |
| Женесс (Юсельданж) (3)    | 2:4          | Мондорф-ле-Бен     |
| 31 жовтня 2021            |              |                    |
| Беттембург (2)            | 1:0          | Мамер 32 (2)       |
| Еш (2)                    | 1:1 пен. 5:4 | Женесс (Еш)        |
| Женесс (Канах) (2)        | 2:1          | Алерт (Біссен) (2) |
| Кер'єнґ (2)               | 3:2          | Вільц              |
| Келен (3)                 | 0:4          | Етцелла            |
| Рюмеланж (2)              | 0:5          | Мондеркаж (2)      |
| Рупенсія Лузітанос (4)    | 0:4          | Діфферданж 03      |
| Шиффланж 95 (2)           | 3:0          | РМ Гамм Бенфіка    |
| УНА Штрассен              | 2:1          | Роданж 91          |
| Єллоу-Бойс (Вайлер) (2)   | 1:0          | Гостерт            |

## 1/8 фіналу
| Команда 1       | Рахунок      | Команда 2               |
| --------------- | ------------ | ----------------------- |
| 6 квітня 2022   |              |                         |
| Мондорф-ле-Бен  | 0:4          | Ф91 Дюделанж            |
| Мондеркаж (2)   | 0:4          | Фола                    |
| Еш (2)          | 3:9          | Прогрес                 |
| Кер'єнґ (2)     | 2:0          | Єллоу-Бойс (Вайлер) (2) |
| Беттембург (2)  | 2:4          | Етцелла                 |
| Расінг          | 1:0          | Діфферданж 03           |
| Шиффланж 95 (2) | 1:1 пен. 4:2 | Женесс (Канах) (2)      |
| УНА Штрассен    | 0:1          | Уніон Тітус Петанж      |

## 1/4 фіналу
| Команда 1          | Рахунок | Команда 2    |
| ------------------ | ------- | ------------ |
| 20 квітня 2022     |         |              |
| Уніон Тітус Петанж | 2:0     | Етцелла      |
| Прогрес            | 0:2     | Ф91 Дюделанж |
| Шиффланж 95 (2)    | 0:3     | Расінг       |
| Кер'єнґ (2)        | 0:4     | Фола         |

## 1/2 фіналу
| Команда 1          | Рахунок | Команда 2    |
| ------------------ | ------- | ------------ |
| 11 травня 2022     |         |              |
| Уніон Тітус Петанж | 0:1     | Расінг       |
| Фола               | 4:5     | Ф91 Дюделанж |

## Фінал
| 27 травня 2022 21:00 (20:00 CEST) |

| Ф91 Дюделанж                 | 2:3      | Расінг                       |
| ---------------------------- | -------- | ---------------------------- |
| ван ден Керкгоф 22' Діуф 47' | Протокол | Франсуа 12' Мабелья 27', 70' |

| Стад де Люксембург, Люксембург Глядачів: 3 531 Арбітр: Антоніо Сгуро |